# W Velorum
W Velorum är en pulserande variabel av Mira Ceti-typ (M) i stjärnbilden Seglet.
Stjärnan varierar mellan visuell magnitud +8,2 och 14,4 med en period av 394,72 dygn.